# Barrosasaurus casamiquelai
 Barrosasaurus casamiquelai ("lagarto de Sierra Barrosa de Rodolfo Magín Casamiquela") es la única especie conocida del género extinto Barrosasaurus, un dinosaurio saurópodo titanosauriano, que vivió a finales del período Cretácico, hace aproximadamente 80 millones de años durante el Campaniense, en lo que es hoy Sudamérica.  Descrito por primera vez por Leonardo Salgado y Rodolfo Coria en 2009, basándose en el holotipo MCF-PVPH-447/1-3, tres vértebras de la espalda, probablemente la tercera, séptima u octava y novena o décima, que se encuentran bien preservadas pero incompletas. Los fósiles se encontraron en la localidad de Sierra Barrosa, en sedimentos de la Formación Anacleto parte del Grupo Neuquén en la Provincia del Neuquén noroeste de la Patagonia Argentina. El nombre de la especie tipo, Barrosasaurus casamiquelai. Fue puesto en honor al paleontólogo argentino Rodolfo Magín Casamiquela. Según lo expresado a Télam por Leonardo Salgado Fue un dinosaurio saurópodo, de los titanosaurios, herbívoro, de cuello largo y cuatro patas, muy grande y pesado, con andar lento y que medía unos 30 metros de largo.